# 德杰·拉錫克

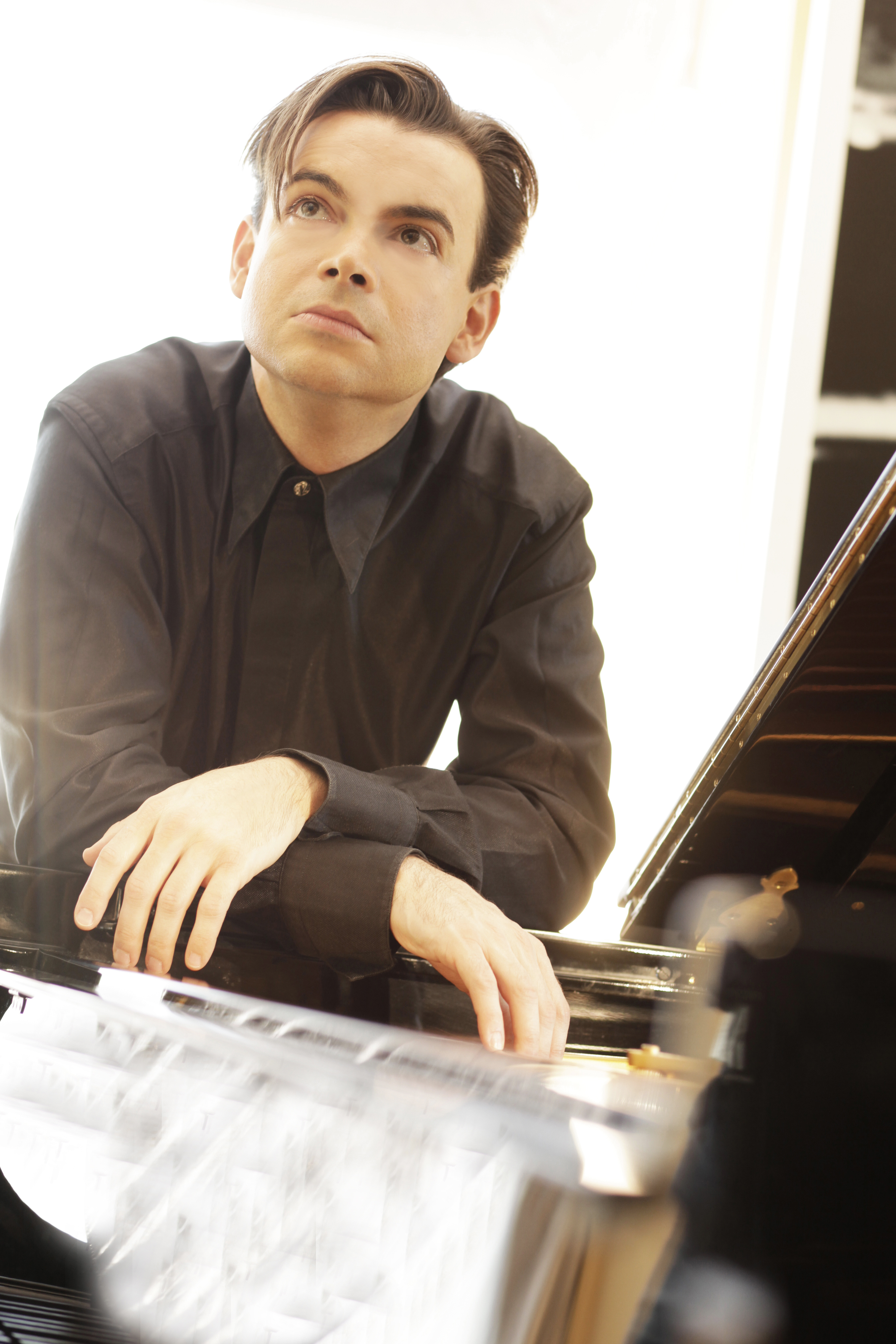
拉錫克（Susie Knoll攝）

德杰·拉錫克（Dejan Lazić，1977年—），克羅地亞鋼琴家和作曲家。

## 生平
1977年出生於克羅埃西亞札格瑞布，但成長於奧地利薩爾茲堡，後來也成為奧地利公民。曾就讀奧地利國立薩爾茲堡莫札特音樂暨表演藝術大學。
拉錫克曾與眾多亞洲著名樂團合作：NHK交響，讀賣交響，札幌交響，首爾愛樂，香港管弦樂團等。他並曾在日本舉行一系列的獨奏會，也曾在中國北京紫禁城音樂廳演奏。2008年夏天，他在北京人民大會堂演出貝多芬第三鋼琴協奏曲。

## 作品

### 商業錄音
在彼得連科指揮下與倫敦愛樂管弦樂團共同演出的拉赫玛尼诺夫第2號鋼琴協奏曲的實況錄音，則榮獲2009年德國古典迴聲唱片大獎的肯定。

## 評價
英國留聲機雜誌盛讚：「不凡、才華橫溢的鋼琴家，以琴聲打動了群眾」。

## 外部連結
- 官方网站
- 德杰·拉錫克的Discogs页面（英文）